# 燕山君
燕山君（：／ Yeonsan gun ?；1476年11月23日—1506年11月20日），姓李，名（：／ Yi Yung），兒名無作金，朝鮮王朝第10代君主，1494年至1506年在位。第7代君主世祖曾孫、第11代君主中宗異母兄，是继端宗（鲁山君）之后，朝鮮王朝歷史上第二位廢王。

## 生平
燕山君由廢妃尹氏所生，為成宗的嫡長子。尹氏本是成宗的繼妃，但因妒忌心異常強烈，不但意圖殺害與成宗有關係的宮女，還弄傷成宗臉部，因而在成宗十年（1479年）被廢，當時燕山君3歲。成宗十三年（1482年）尹氏被賜死藥，所以燕山君實際上是由貞顯王后所撫養而長大的。燕山君7歲時（1483年）被封為王世子。其性格粗暴且自幼就厭惡讀書，也有人認為他作為王位繼承者並不適任。成宗雖然也認為燕山君不足以繼位，但仍未下廢嫡的決定。1494年成宗過世，由王世子繼位。

### 統治
一開始，燕山君不知道廢妃的存在。1495年燕山君讀成宗誌文，裡面提及「判奉常寺事（尹）起畎」（廢妃之父、燕山君的外祖父），因此問承政院是不是把他的「外祖父」尹壕（貞顯王后之父）誤寫成尹起畎，承政院的承旨才回答說在貞顯王后之前有一位廢妃尹氏；燕山君這才知道尹氏獲罪被廢一事。受了信仰佛教的貞顯王后影響，燕山君不喜儒家文化，因而經常與尊崇儒學的百官發生衝突。燕山君任內曾發生兩次士禍，分別為1498年的戊午士禍及1504年的甲子士禍。其中甲子士禍的成因，是燕山君聽信外戚任士洪讒言，追捕當年與生母尹氏血衣的案件相關人士並加以殺害。燕山君經常與官妓四處遊玩，並對進諫的大臣们一個個施以酷刑，是朝鲜王朝史無前例的極惡無道又冷酷無情的君主。
為鎮壓朝臣，燕山君制定寸斬、炮烙、斮胸、碎骨飄風等酷刑，並不時派醫女賜死藥予政敵；由於官妓制度在他登基前就被廢去，他為了宴樂而將醫女強充官妓，又派採紅駿使強搶民女進宮為官妓。燕山君極為寵愛妓生出身的張綠水，後因官妓人數眾多，將成均館和圆觉寺改建為妓院，這些行徑都被指為“淫亂宮庭”。此外在1504年，因為有人匿名用諺文（現韓語所用文字）羞辱他，因而燕山君下令禁止使用諺文。

### 被廢與過世
1506年中宗反正後，燕山君遭成希顏、朴元宗等朝臣廢黜，被流放至江華島，兩個月後病死，得年29歲。因以暴君身分被廢，因而無廟號、諡號、陵名等。
燕山君在位晚期，曾有尊號「憲天弘道經文緯武」，不過在中宗反正之後就被廢棄，尊號所用金印、尚瑞院藏花押與承命牌也被銷毀。

### 奉祀孫
中宗反正後，在朴元宗等權臣的逼迫下賜死了燕山君的四個兒子。最終，只能由燕山君的外孫具渰（韓語：구엄；1512年－?）為燕山君主祀。1567年，具渰的女兒具金玉嫁給領議政李芑的孫子李泌:791-792，夫妻有一養子李安訥:乙編上39，因此日後就由德水李氏中的這一支，世代負責奉祀燕山君夫婦和廢妃尹氏，並被朝鮮王朝王室認定是燕山君的「外裔」。朝鮮英祖時期，李安訥的玄孫、禮曹判書李周鎭:乙編上39，丁編1因為主祀燕山君而「家甚富云」，他的兒子左議政李溵也曾提及自己家族負責祭祀燕山君一家的來由。基於這個先例，在安排朝鮮王朝之後另一位廢王光海君的祭祀時，也是由外孫一家主祀廢王。

## 家庭

### 王妃
| 身分 | 姓名 | 生卒年     | 本貫 | 父母                              | 備註                                                                               |
| ---- | ---- | ---------- | ---- | --------------------------------- | ---------------------------------------------------------------------------------- |
| 廢妃 | 慎氏 | 1476－1537 | 居昌 | 居昌府院君慎承善 貞敬夫人全州李氏 | 世宗之子臨瀛大君的外孫女，中宗元妃端敬王后的姑母。燕山君被廢之後改封為居昌郡夫人。 |

### 後宮
| 身分 | 姓名   | 生卒年     | 本貫 | 父母            | 備註 |
| ---- | ------ | ---------- | ---- | --------------- | --- |
| 淑儀 | 李貞伊 | ？－？     | 陽城 | 李拱            | ①妾出。②判義禁府事李蓀之族親，兄長為李稱壽。                                                                       |
| 淑儀 | 尹氏   | 1481－1568 | 海平 | 尹萱 延安金氏   | 燕山君7年（1501年）入宮，兄長尹殷輔（1468年－1544年）是中宗時的領議政。                                            |
| 淑儀 | 郭氏   | ？－？     | 玄風 | 郭璘 安東權氏   | 成宗二十三年（1492年）入宮為世子良媛。燕山君被廢後出家為尼。                                                       |
| 淑儀 | 權氏   | ？－1519   | 安東 | 權齡 忠州朴氏   | [ 24 ] |
| 淑儀 | 閔氏   | ？－？     | 驪興 | 閔孝孫 坡平尹氏 | [ 25 ] |
| 淑容 | 張綠水 | ？－1506   |      | 張漢弼          | ①妾出。②本是齊安大君家中的妓生，之後被燕山君帶入宮中，中宗反正後被斬首。                                           |
| 淑容 | 田非   | ？－1506   |      |                 | 中宗反正後被斬首。弟為田同。                                                                                       |
| 淑容 | 趙氏   | ？－？     | 汉阳 | 赵玮            | 妾出。嫡兄趙光彥，嫡弟趙光俊。                                                                                     |
| 淑媛 | 崔寶非 | ？－？     |      |                 | [ 28 ] |
| 淑媛 | 金貴非 | ？－1506   |      |                 | 中宗反正後被斬首。                                                                                                 |
| 淑媛 | 李氏   | ？－？     |      |                 | 燕山君十二年八月被封為淑媛。                                                                                       |
| 淑媛 | 張氏   | ？－？     |      | 可能為張碩祖    | 燕山君十二年八月被封為淑媛。實錄紀載燕山十二年（1506）八月張碩祖女兒被禁婚 。很大的可能後宮張氏跟淑媛張氏為同一人. |
| 淑媛 | 鄭氏   | ？－？     |      |                 | 其弟為鄭崇義。 |
| 後宮 | 鄭今   | ？－？     |      |                 | 史料不足，無法確定她在燕山君時期的身分。                                                                           |
| 後宮 | 崔田香 | ？－？     |      | 崔今山          | 史料不足，無法確定她在燕山君時期的身分。由於被張綠水忌妒其美貌，所以於燕山君面前進讒言陷害。                       |
| 後宮 | 水斤非 | ？－1504   |      |                 | 史料不足；姓氏不詳，無法確定她在燕山君時期的身分。由於張綠水忌妒她與崔田香的美貌，於是在燕山面前讒言陷害兩人。     |
| 後宮 |        | ？－？     | 羅州 | 牛夫里          | 賤民。 史料不足，無法確定她在燕山君時期的身分。                                                                    |
| 内人 | 安氏   | ？－1505   |      |                 | 本為麗人，逝後追封為麗媛。                                                                                         |
| 内人 |        | ？－1505   |      |                 | 原州妓月下梅，逝世後贈麗婉。                                                                                       |
| 内人 | 金氏   | ？－1506   |      | 金依            | 羅州妓白犬，品階為淑華。中宗反正，後被斬首。                                                                       |
| 内人 | 宋氏   | ？－？     |      | 宋谭            | 妾出。 |
| 内人 | 李氏   | ？－？     |      |                 | 李和是其兄弟。 |
| 内人 | 郑氏   | ？－？     |      | 郑辅长          | |
| 内人 |        | ？－？     |      |                 | 妓名倚春桃 |
| 内人 |        | ？－？     |      |                 | 妓名水生 |
| 内人 |        | ？－？     |      |                 | 妓名杨妃 |
| 内人 |        | ？－？     |      |                 | 妓名柳梢鹦 |
| 内人 |        | ？－？     |      |                 | 妓名凤凰儿 |
| 内人 |        | ？－？     |      |                 | 妓名西江月 |
| 内人 |        | ？－？     |      |                 | 妓名閬苑仙 |
|      |        | ？－？     |      |                 | 妓名世隱加伊 |
| 醫女 | 姜今   | ？－？     |      |                 | 燕山君十二年納入後宮。                                                                                             |

### 子女

#### 子
| 序     | 稱號      | 名   | 生卒年     | 生母     | 配偶 | 備註                                                                                    |
| ------ | --------- | ---- | ---------- | -------- | ---- | --------------------------------------------------------------------------------------- |
|        | 元孫      |      | 1494       | 廢妃慎氏 | 無   | 出生一個多月後夭折。                                                                    |
| 嫡長子 | 廢世子    |      | 1497－1506 | 廢妃慎氏 | 無   | 丁世明之女曾被定為世子嬪，雖未行嘉禮，但已納徵，後被姜熙臣納為兒媳。 中宗反正後被賜死。 |
| 庶長子 | 陽平君    | 仁   | 1498－1506 | 淑儀李氏 | 無   | 幼名康壽，明弘治十一年十一月二十七日辰時生。中宗反正後被賜死。                          |
| 嫡二子 | 昌寧大君  | 誠   | 1500－1506 | 廢妃慎氏 | 無   | 幼名麟壽，明弘治十三年五月二十二日未時生，中宗反正後被賜死。                            |
| 庶二子 | 王子      | 敦壽 | 1501－1506 | 不詳     | 無   | 明弘治十四年二月初四日未時生。中宗反正後被賜死。                                        |
|        | 大君      | 仁壽 | 1501－？   | 廢妃慎氏 | 無   | 明弘治十四年五月十四日午時生。                                                          |
|        | 大君/王子 | 榮壽 | ？-1503    |          |      | [ 64 ]                                                                                  |
|        | 大君/王子 | 聰壽 | ？-1503    |          |      | [ 64 ]                                                                                  |
|        | 王子      | 泰壽 | 1506       | 不詳     |      | 明正德元年三月十七日寅時生。                                                            |

#### 女
| 序     | 稱號       | 名   | 生卒年   | 生母     | 配偶   | 備註 |
| ------ | ---------- | ---- | -------- | -------- | ------ | --- |
| 嫡長女 | 廢徽慎公主 | 壽億 | 1491－？ | 廢妃慎氏 | 具文璟 | 又名「徽順公主」，中宗反正後，與其夫一併被削爵；之後她被稱為「具文璟妻」。有一子具渰（一作具淹；又有一說是三子一女:741）。 |
|        | 翁主       | 福億 | 1499－？ |          |        | 明弘治十二年生。 |
|        | 公主/翁主  | 福合 | 1501－？ |          |        | 明弘治十四年生。 |
|        | 公主/翁主  | 貞壽 | 1505－？ |          |        | 明弘治十八年三月十一日酉時生。                                                                                             |
| 庶長女 | 翁主       |      | ？－？   |          | 慎居弘 | 慎居弘的繼室，生四男一女。不確定她與李咸今是否為同一人。                                                                   |
|        | 翁主       | 靈壽 | ？－？   | 張綠水   |        | 又名「寧壽」。 |
|        | 翁主       | 咸今 | ？－？   | 鄭今     |        | [ 68 ] |
|        | 翁主       |      | ？－？   | 田氏     |        | 生母被記為田淑媛，可能是田非。                                                                                             |

## 相關影視及飾演者

### 影視作品
- 連續劇《女人天下》整個故事以中宗反正為開端
- 連續劇《大長今》長今父母因甲子士禍雙亡。
- 1970年代電影《暴君燕山》描述燕山君的暴虐行徑
- 2006年電影《王的男人》描述燕山君扭曲的心靈和與戲子之間的故事
- 2007年連續劇《王與我》描述燕山君之父母即成宗時代廢妃尹氏與宦官內侍金處善的故事
- 2012年連續劇《仁粹大妃》
- 2015年電影《姦臣》描述燕山君荒淫無道、昏庸无道，整日沉浸在綠酒紅燈的玩樂環境中
- 2017年連續劇《逆賊：偷百姓的盜賊》
- 2017年連續劇《七日的王妃》以中宗反正為主幹的故事

### 飾演者
- 《燕山君 長恨思母篇》：1961年電影，申榮均（朝鲜语：신영균 (기업인)） 飾。
- 《暴君燕山 復仇快舉篇》：1962年電影，申榮均（朝鲜语：신영균 (기업인)） 飾。
- 《思母曲》：1978年TBC電視劇，金東賢 飾。
- 《朝鮮王朝五百年》—《雪中梅》：1984年MBC電視劇，林英奎（朝鲜语：임영규） 飾。
- 《燕山君》：1987年電影，李大根 飾。
- 《燕山日記（朝鲜语：연산일기）》：1988年電影，柳仁村（朝鲜语：유인촌） 飾。
- 《韓明澮（朝鲜语：한명회 (드라마)）》：1995年KBS電視劇，李珉宇 飾。
- 《張綠水（朝鲜语：장녹수 (드라마)）》：1995年KBS電視劇，劉東根 飾。
- 《林巨正（朝鲜语：임꺽정 (드라마)）》：1996年SBS電視劇，柳仁村（朝鲜语：유인촌） 飾。
- 《王與妃》：1998年KBS電視劇，安在模 飾。
- 《王的男人》2005年電影，鄭進永 飾。
- 《王和我》：2007年SBS電視劇，鄭泰祐 飾。
- 《仁粹大妃》：2012年JTBC電視劇，陳泰賢 飾。
- 《姦臣：色誘天下》：2015年電影，金剛 飾
- 《逆賊：偷百姓的盜賊》：2017年MBC電視劇，金知碩 飾。
- 《七日的王妃》：2017年KBS電視劇，李東健 飾。

### 引用
1. ↑  .   [2016-02-05]. （原始内容存档于2021-04-10）.
2. ↑  .   [2020-11-01]. （原始内容存档于2021-04-10）.
3. ↑  .   [2020-11-11]. （原始内容存档于2021-04-10）.
4. ↑  .   [2020-11-11]. （原始内容存档于2020-11-11）.
5. ↑  .   [2020-11-11]. （原始内容存档于2020-11-17）.
6. ↑  .   [2011-08-31]. （原始内容存档于2015-04-02）.
7. ↑  .   [2020-11-09]. （原始内容存档于2020-12-15）.
8. ↑  .   [2020-11-09]. （原始内容存档于2020-12-15）.
9. ↑  .   [2020-11-09]. （原始内容存档于2021-04-10）.
10. 1 2  《中宗實錄》1卷，中宗元年（1506年）9月24日第3條 （页面存档备份，存于）：「命𩔇、誠、仁、敦壽竝賜死。」
11. ↑  《明宗實錄》9卷，明宗4年（1549年）10月2日第3條 （页面存档备份，存于）：「具渰累年懲戒, 又爲燕山主祀而放之, 不須改也。」
12. ↑  . 디지털 장서각.   [2021-02-02]. （原始内容存档于2022-03-05）.（第37冊）
13. 1 2  . FamilySearch.   [2020-11-09]. （原始内容存档于2021-04-10）.
14. ↑  .   [2020-11-09]. （原始内容存档于2021-04-10）.
15. 1 2  . FamilySearch.   [2020-11-09]. （原始内容存档于2021-12-20）.
16. ↑  . 《承政院日記》.   [2020-11-09]. （原始内容存档于2021-04-10）.
17. ↑  . 《承政院日記》.   [2020-11-09]. （原始内容存档于2021-07-01）.
18. ↑  . 《承政院日記》.   [2020-11-09]. （原始内容存档于2021-07-01）.
19. ↑  .   [2014-01-24]. （原始内容存档于2021-04-10）.
20. ↑  .   [2014-01-19]. （原始内容存档于2021-04-10）.
21. ↑  .   [2014-05-13]. （原始内容存档于2021-04-10）.
22. ↑  .   [2014-01-19]. （原始内容存档于2021-04-10）.
23. ↑  .   [2022-01-13]. （原始内容存档于2019-06-08）.
24. ↑  .   [2014-02-03]. （原始内容存档于2021-04-10）.
25. ↑  .   [2014-02-03]. （原始内容存档于2021-07-01）.
26. ↑  .   [2014-05-13]. （原始内容存档于2014-11-29）.
27. ↑  .   [2014-05-13]. （原始内容存档于2021-04-10）.
28. ↑  .   [2013-08-20]. （原始内容存档于2020-06-28）.
29. ↑  .   [2016-03-12]. （原始内容存档于2020-06-28）.
30. ↑  .   [2018-02-11]. （原始内容存档于2021-04-10）.
31. ↑  .   [2017-03-04]. （原始内容存档于2021-04-10）.
32. ↑  .   [2015-02-24]. （原始内容存档于2016-03-11）.
33. ↑  .   [2014-01-18]. （原始内容存档于2021-04-10）.
34. ↑  .   [2014-01-18]. （原始内容存档于2021-04-10）.
35. ↑  .   [2014-01-18]. （原始内容存档于2021-04-10）.
36. ↑  .   [2014-01-09]. （原始内容存档于2021-04-10）.
37. ↑  .   [2014-01-09]. （原始内容存档于2021-04-10）.
38. ↑  .   [2013-12-28]. （原始内容存档于2021-04-10）.
39. ↑  .   [2013-12-28]. （原始内容存档于2014-11-29）.
40. ↑  .   [2013-12-28]. （原始内容存档于2014-11-29）.
41. ↑  .   [2014-01-19]. （原始内容存档于2014-11-29）.
42. ↑  .   [2014-01-18]. （原始内容存档于2021-04-10）.
43. ↑  .   [2014-01-18]. （原始内容存档于2021-04-10）.
44. ↑  .   [2014-01-18]. （原始内容存档于2021-04-10）.
45. ↑  .   [2014-01-18]. （原始内容存档于2021-04-10）.
46. ↑  .   [2014-01-18]. （原始内容存档于2021-04-10）.
47. 1 2  .   [2014-01-18]. （原始内容存档于2021-04-10）.
48. ↑  .   [2014-01-18]. （原始内容存档于2021-04-10）.
49. ↑  .   [2014-01-18]. （原始内容存档于2021-04-10）.
50. ↑  .   [2014-01-18]. （原始内容存档于2021-04-10）.
51. ↑  .   [2014-03-21]. （原始内容存档于2021-04-10）.
52. ↑  .   [2014-03-17]. （原始内容存档于2021-04-10）.
53. ↑  .   [2014-05-13]. （原始内容存档于2021-04-10）.
54. ↑  .   [2014-03-26]. （原始内容存档于2021-04-10）.
55. ↑  .   [2014-03-26]. （原始内容存档于2021-04-10）.
56. ↑  .   [2016-04-14]. （原始内容存档于2021-04-10）.
57. ↑  .   [2016-04-14]. （原始内容存档于2021-04-10）.
58. ↑  .   [2017-07-19]. （原始内容存档于2021-07-01）.
59. ↑  .   [2017-07-19]. （原始内容存档于2021-07-01）.
60. ↑  .   [2017-07-19]. （原始内容存档于2021-07-01）.
61. ↑  .   [2017-07-19]. （原始内容存档于2021-07-01）.
62. ↑  .   [2017-07-19]. （原始内容存档于2021-07-01）.
63. ↑  .   [2017年7月19日]. （原始内容存档于2021年4月10日）.
64. 1 2  .   [2017-07-19]. （原始内容存档于2021-07-01）.
65. ↑  .   [2015-05-03]. （原始内容存档于2016-03-08）.
66. ↑  .   [2017-07-19]. （原始内容存档于2021-07-01）.
67. ↑  .   [2020-11-09]. （原始内容存档于2020-11-24）.
68. ↑  .   [2017-07-19]. （原始内容存档于2021-07-01）.
69. ↑  .   [2017-07-19]. （原始内容存档于2021-07-01）.

### 书籍
- 《朝鮮王朝實錄》
- 《璿源錄》

| 燕山君          |                            |                 |
| 前任： 朝鮮成宗 | 朝鲜王朝國王 1494年—1506年 | 繼任： 朝鮮中宗 |